# Chimaera
Chimaera es el género tipo de la familia de peces cartilaginosos Chimaeridae.

## Especies
Actualmente hay 17 especies reconocidas en este género:
- Chimaera argiloba Last, W. T. White & Pogonoski, 2008 (Quimera de aletas blancas)
- Chimaera bahamaensis Kemper, Ebert, Didier & Compagno, 2010 (Tiburón fantasma de las Bahamas)
- Chimaera carophila Kemper, Ebert, Naylor & Didier, 2014 (Quimera marrón)[1]
- Chimaera cubana Howell-Rivero, 1936 (Quimera cubana)
- Chimaera fulva Didier, Last & W. T. White, 2008 (Quimera meridional)
- Chimaera jordani S. Tanaka (I), 1905
- Chimaera lignaria Didier, 2002
- Chimaera macrospina Didier, Last & W. T. White, 2008
- Chimaera monstrosa Linnaeus, 1758 (Quimera común)
- Chimaera notafricana Kemper, Ebert, Compagno & Didier, 2010
- Chimaera obscura Didier, Last & W. T. White, 2008
- Chimaera opalescens Luchetti, Iglésias & Sellos, 2011[2]
- Chimaera orientalis Angulo, M. I. Bussing, W. A. Bussing & Murase, 2014 (Quimera negra del Pacífico oriental)[3]
- Chimaera owstoni S. Tanaka (I), 1905
- Chimaera panthera Didier, 1998 (Quimera leopardo)
- Chimaera phantasma D. S. Jordan & Snyder, 1900 (Quimera plateada)
- Chimaera supapae Ebert, Krajangdara, Fahmi & Kemper, 2024 (Quimera del Mar de Andamán).

## Especies fósiles
Chimaera zangerli se ha descrito a partir de placas dentales encontradas en la isla Seymour, en el Antártico.